# Ypthima methora
Ypthima methora är en fjärilsart som beskrevs av William Chapman Hewitson 1864. Ypthima methora ingår i släktet Ypthima och familjen praktfjärilar. Inga underarter finns listade i Catalogue of Life.